# Paquimé

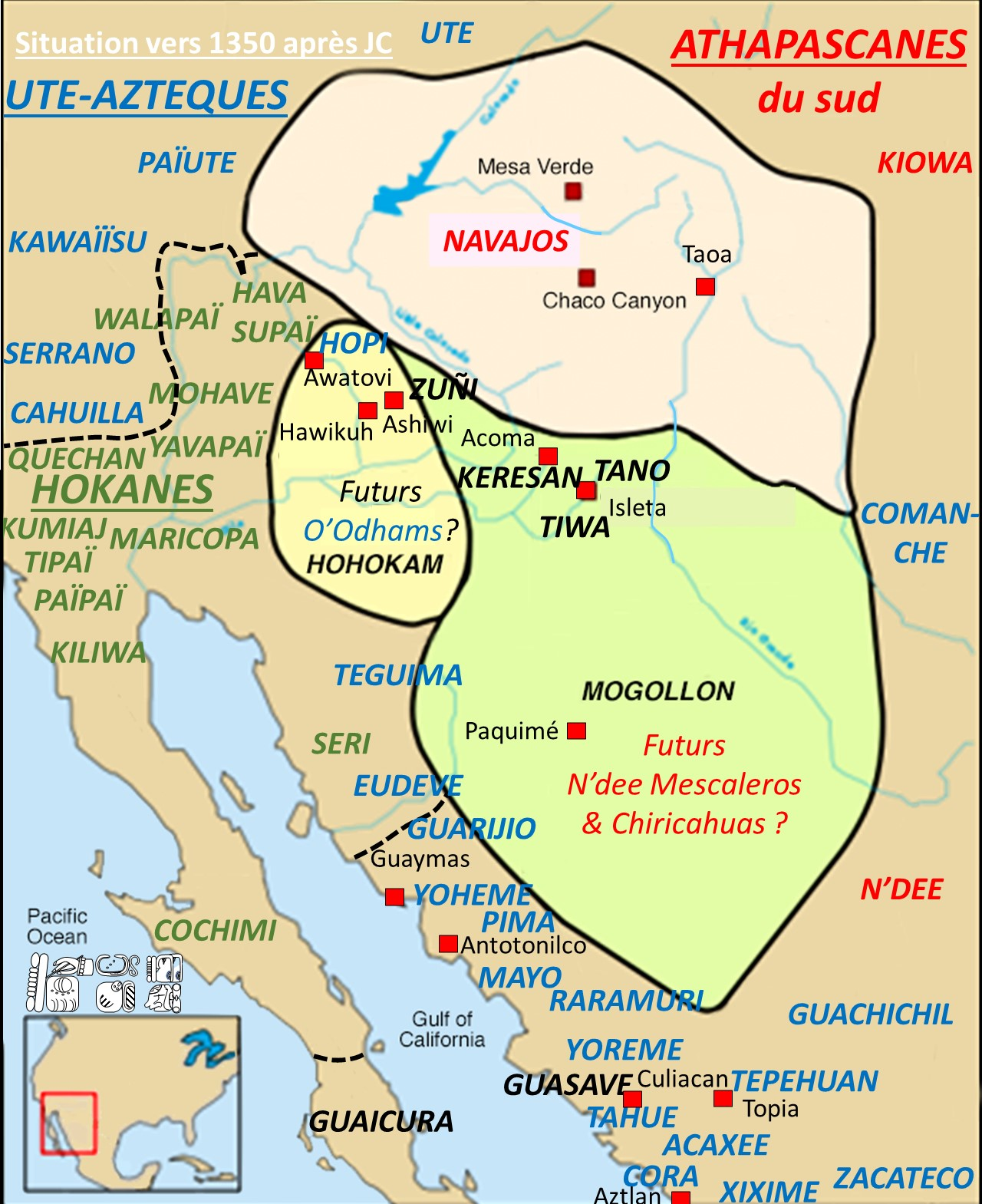
Oasisamérique, contexte linguistique de 3 structures politiques au cœur de la confrontation de 3 ensembles linguistiques: Hokanes sur la côte, Ancestral Pueblos pour la partie Nord et Mogollon, et Uto-Aztèque pour la partie Est Hohokam.

Paquimé ou Casas Grandes (« Grandes Maisons » en espagnol) est le nom donné à une zone archéologique précolombienne et son principal site, qui compte près de 2 000 bâtiments. Située dans le nord-ouest du Mexique dans l'État moderne du Chihuahua, cette zone est considérée comme une zone archéologique significative de cette région, notamment pour l'étude de la culture des Pueblos. Cet espace mesure 146 hectares.
La ville était située au croisement de routes commerciales terrestres reliant les peuples occupant les actuels Mexique et États-Unis, notamment entre Chalco et les terres des Caddos; elle est occupée à partir du VIIIe siècle avec un apogée se situant entre le XIVe siècle et le XVe siècle qui marque aussi sa fin.
Elle est depuis 1998 inscrite au Patrimoine mondial.

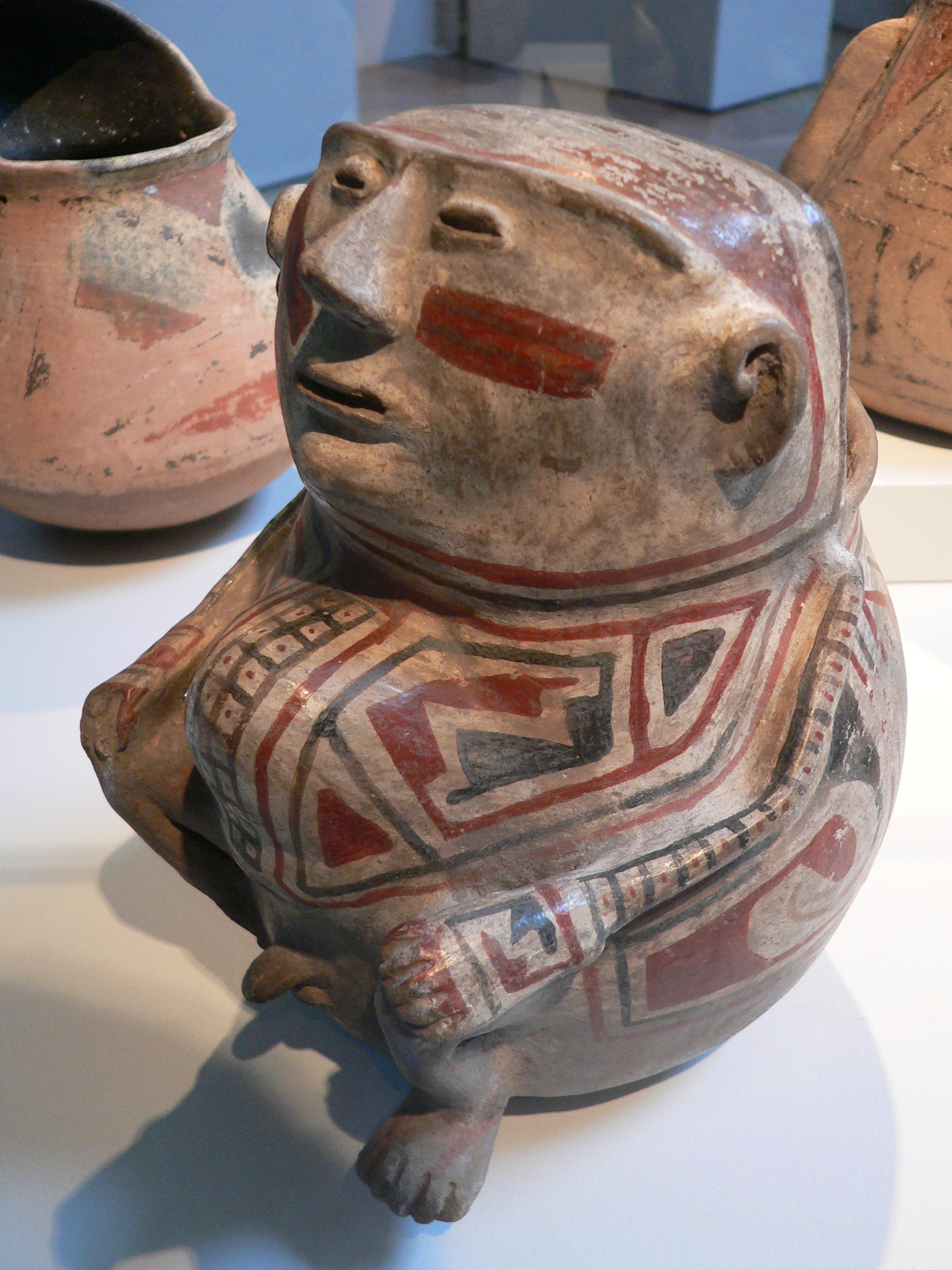
Artefact retrouvé à Paquimé.